# Pseudotimmiella
Pseudotimmiella là một chi rêu trong họ Diphysciaceae.